# Jakob Hochstetter
Jakob Hochstetter (* 5. Februar 1812 in Durlach; † 25. April 1880 in Karlsruhe) war ein deutscher Architekt und als badischer Beamter Hochschullehrer.

## Leben
Nach Studium am Karlsruher Polytechnikum bei Heinrich Hübsch reiste er mit einem staatlichen Stipendium gefördert 1835–38 zu Studien durch Italien und Griechenland. Von 1842 an unterrichtete er mit einem Lehrauftrag am Karlsruher Polytechnikum und wurde 1846 zum Professor der Baukunst ernannt. 1864–1866 war er Direktor des Polytechnikums, das in dieser Zeit zur Technischen Hochschule erhoben wurde. Daneben leitete er als Militärbaurat ab 1862 die Errichtung mehrerer Kasernen und anderer Militärbauten.
Die Reputation Hochstetters litt vor allem an dem Misserfolg seines ersten größeren Auftrags, des 1843–1846 errichteten und 1847–49 auf das Doppelte erweiterten Durlacher Amtsgefängnisses, das bereits 1867 bedrohliche Verfallserscheinungen zeigte und 1872 abgebrochen werden musste. Der nachfolgend von Franz Serger errichtete Neubau, der wesentliche Bauteile des Altbaus wiederverwendete, wurde 1990 trotz Widerstands in der Bevölkerung abgebrochen.
Das Beharren auf den Prinzipien des Karlsruher Rundbogenstils zog Hochstetter die massive Kritik seines Schülers Josef Durm zu, der, seit 1868 Professor für Architektur in Karlsruhe, zu einem namhaften Vertreter des Historismus wurde.

## Bauten
- 1842 Baden-Baden, Villa Bethmann
- 1842 Baden-Baden, Villa Lehwald
- 1843–47 Mannheim, Villa van der Hoeven (1922 abgebrochen)
- 1843–1846 Gefängnis, Durlach, Marstallstraße, 1872 durch Neubau ersetzt
- 1848 Kriegerdenkmal in Mannheim
- 1846–49 Karlsruhe, Rheinstetten, katholische Pfarrkirche St. Ulrich in Mörsch
- 1869 Durlach, Kaserne (1944 zerstört)
- 1871 Freiburg im Breisgau, Kaserne
- 1871 Karlsruhe, Friedrichs-Kaserne bei Schloss Gottesaue (abgebrochen)
- 1871 Karlsruhe, Friedrichs-Baracken-Lazarett (abgebrochen)

## Schriften
- Jakob Hochstetter: Architectonische Ausführungen. 1851.
- Jakob Hochstetter: St. Michaels Kapelle zu Kiederich (= Mittelalterliche Bauwerke im südwestlichen Deutschland und am Rhein. Band 2). Veith, Karlsruhe 1857 (Online UB Heidelberg).
- Jakob Hochstetter: Holzbauten des Berner Oberlandes, aufgenommen von C. Weinbrenner und J. Durm (= Schweizerische Architektur in perspektivischen Ansichten, Grundrissen, Schnitten, Façaden und Details mit erklärendem Text. Erste Abtheilung). Veith, Karlsruhe 1857, doi:10.3931/e-rara-9284. (anscheinend der einzige erschienene Band der Reihe)
- Jakob Hochstetter: Friedrichs-Baracken-Lazareth zu Carlsruhe. Geissendörfer, Karlsruhe 1871 (KIT-Bibliothek [PDF; 4,3 MB]).